# Offenbach-Hundheim
Offenbach-Hundheim ist eine Ortsgemeinde im Landkreis Kusel in Rheinland-Pfalz. Sie gehört der Verbandsgemeinde Lauterecken-Wolfstein an.

## Geographie
Der Ort liegt im weiten Tal des Flüsschens Glan in der Westpfalz. Im Nordosten befindet sich Wiesweiler, im Süden Nerzweiler und südwestlich liegt Glanbrücken. Die Gemeinde gliedert sich in die beiden namensgebenden Ortsteile Offenbach und Hundheim.

## Geschichte
1816 kam der Ortsteil Offenbach zum Fürstentum Lichtenberg, einer neugeschaffenen Exklave des Herzogtums Sachsen-Coburg-Saalfeld beziehungsweise ab 1826 des Herzogtums Sachsen-Coburg und Gotha. Mit diesem fiel es 1834 an Preußen, das aus diesem Gebiet den Landkreis Sankt Wendel schuf. Nach der Abtrennung des Hauptteils an das neugeschaffene Saargebiet entstand 1920 der Restkreis Sankt Wendel-Baumholder, zu dem der Ort bis 1937 gehörte, als er in den Landkreis Birkenfeld eingegliedert wurde. 1969 wurde er in den Landkreis Kusel umgegliedert.
Der Ortsteil Hundheim dagegen gehörte ab 1816 zum bayerischen Rheinkreis, aus dem die heutige Pfalz hervorging.
Die heutige Ortsgemeinde Offenbach-Hundheim wurde am 7. Juni 1969 aus den Gemeinden Offenbach am Glan (damals 951 Einwohner) und Hundheim (390) neu gebildet.

## Politik

### Bürgermeister
Roland Alt wurde 2024 wieder Ortsbürgermeister von Offenbach-Hundheim.
Sein Vorgänger war Peter Stein seit Juni 2019. Bei der Direktwahl am 26. Mai 2019 war er mit einem Stimmenanteil von 61,72 % für fünf Jahre gewählt worden. Sein Vorgänger Roland Alt hatte das Amt fünf Jahre ausgeübt.

## Kultur und Sehenswürdigkeiten

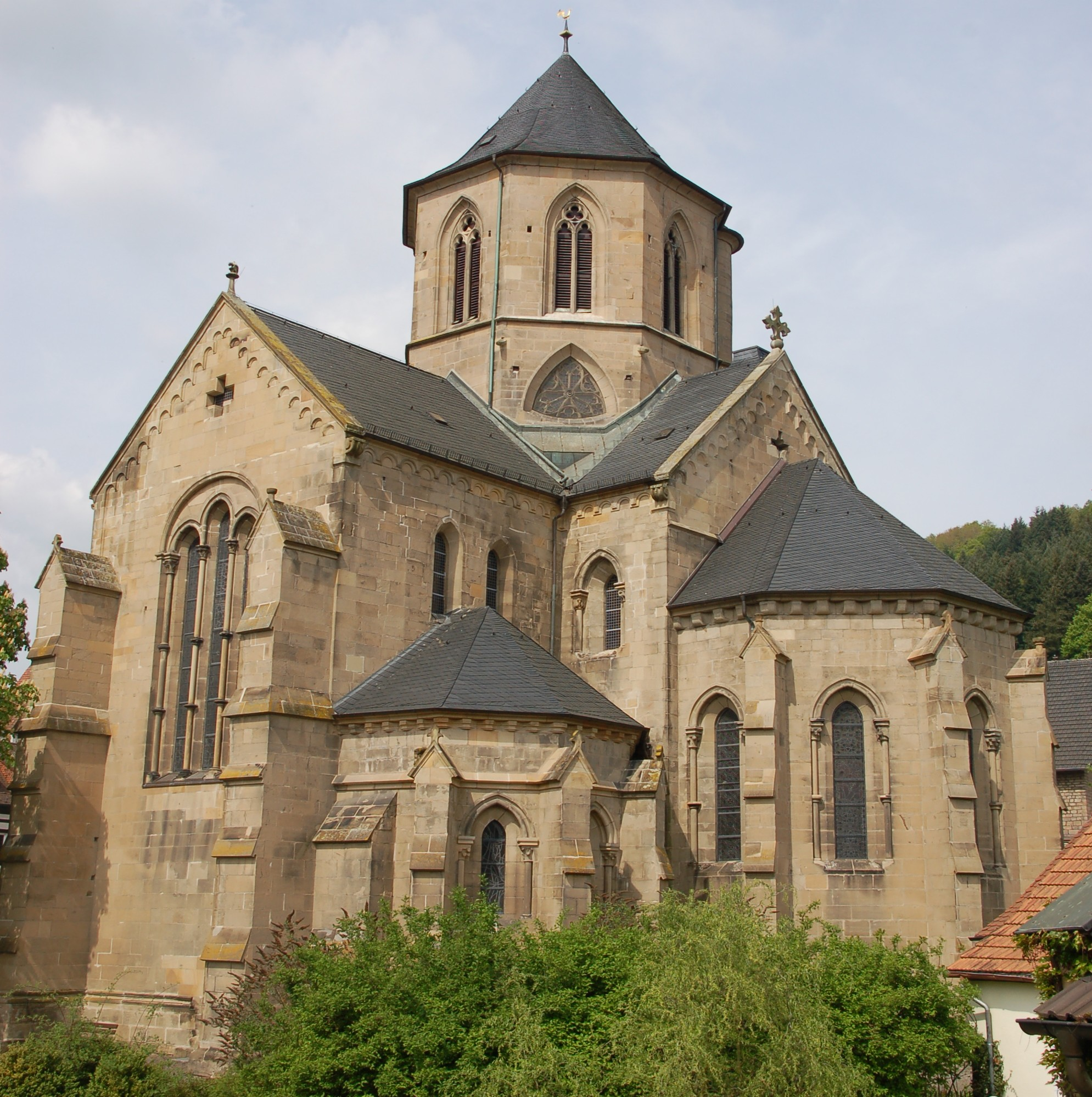
Kirche

Die dreischiffige evangelische Kirche in Offenbach gilt als bedeutendstes kirchliches Baudenkmal in der Westpfalz. Der Bau der früheren Klosterkirche St. Maria der Benediktiner wurde im 13. Jahrhundert begonnen und im 15. Jahrhundert vollendet. 1894 wurde sie aufwendig saniert.
Die Hirsauer Kirche nahe Hundheim wurde im 12. Jahrhundert gebaut. Sie war früher die Pfarrkirche für die Dörfer im Eßweiler Tal.
Siehe auch: Liste der Kulturdenkmäler in Offenbach-Hundheim

## Wirtschaft und Infrastruktur
Durch den Ort führen die Bundesstraße 420 und die stillgelegte Bahntrasse, an der im Ort ein Bahnhof bestand. Diese wird, ergänzt durch einen parallel führenden, größtenteils asphaltierten Radweg, mittlerweile für Draisinentouren touristisch genutzt. In Lauterecken ist ein Bahnhof der Lautertalbahn.

## Söhne und Töchter der Gemeinde
- Guido Groß (1925–2010), Lehrer und Heimatforscher
- Günter Reinken (1927–2013), Agrarforscher[8]
- Erich Renner (* 1936), Erziehungswissenschaftler
- Sigfrid Gauch (* 1945), Autor